# Вілтах
Вілта́х (Вілташі) — колишнє село (аул) в Лакському районі Дагестану (Росія). Знаходитись воно одразу за Кумухом на лівому березі річки Мах.
За розповідями старожилів село заснували переселенці з відомого аулу Табахлу (Гухал), після того як хан розорив їхнє село. Назва походить від лакського «віл та ші» — «твоя вівця тут».
В 1886 році тут було 48 дворів. В 1914 році мешкало 241 особа. В 1930 році в селі було 50 дворів і в них 170 мешканців.